# (68192) 2001 BV61
2001 بي في 61 (ويعرف أيضًا باسم (68192) 2001 بي في 61 وفق تسمية الكوكب الصغير) (بالإنجليزية: 2001 BV61)‏ هو كويكب ضمن حزام الكويكبات؛ وترتيبه 68192 من حيث الاكتشاف.
اكتُشف هذا الجُرم الفلكي بواسطة William Kwong Yu Yeung ‏ في 31 يناير 2001.

## وصلات خارجية
- (68192) 2001 BV61 في قاعدة بيانات مختبر الدفع النفاث لأجرام النظام الشمسي الصغيرة

- الاكتشاف · مخطط المدار ·  العناصر المدارية · المعلمات المادية

- (68192) 2001 BV61 على موقع ويكي سكاي: DSS2, SDSS, GALEX, IRAS, Hydrogen α, X-Ray, Astrophoto, Sky Map, Articles and images